# Magical Girl
Magical Girl (japanisch 魔法少女 mahō shōjo auch 魔女っ子 oder 魔女っ娘, majokko, je dt. „magisches Mädchen“) bezeichnet sowohl ein Genre von Animes und Mangas – japanischem Animationsfilm und Comics – als auch dessen Heldinnen. Diese sind gewöhnliche Schulmädchen, die magische Fähigkeiten erlangen, um damit das Böse zu bekämpfen und die Welt zu retten. Magical-Girl-Produktionen richten sich vorwiegend an weibliches jugendliches Publikum (Shōjo). Sie sind allerdings nicht auf diese Zielgruppe beschränkt, sondern erreichen beispielsweise auch männliche jugendliche und erwachsene Zuschauer.
Das Genre entwickelte sich ab den 1960er Jahren aus Einflüssen westlicher Hexengeschichten und vorhergegangenen japanischen Genres, in denen Frauen im Mittelpunkt standen. Im Laufe der Zeit gewann es neue Facetten und Motive hinzu, während es ab den 1990er Jahren auch international populärer wurde. Während die erste Magical-Girl-Geschichte Mahōtsukai Sally außerhalb Japans wenig bekannt ist, gehört mit Sailor Moon auch eine der international bekanntesten und bedeutendsten Anime- und Mangaserien dem Genre an.

## Motive und Konzepte

### Allgemeine Charakteristika
Das Genre ist ein Untergenre der Fantastik beziehungsweise der Fantasy. Es kann als komplexere, weibliche Variante der amerikanischen Superhelden-Comics verstanden werden und gehört zu den wichtigsten Genres im Medium Anime. Das Genre ist nicht geprägt durch inhaltliche Kategorien der Erzählung, sondern durch die Ausarbeitung der Charaktere. Auch der Aspekt der kommerziellen Verwertung von Gegenständen aus den Werken (Merchandising) hat für fast alle seine Vertreter eine hohe Bedeutung. Das Leben der Protagonistinnen mit zwei Identitäten, der alltäglichen und der magischen, zwischen denen durch eine Verwandlung gewechselt wird, kann neben den magischen Fähigkeiten ebenfalls als ein definierendes Merkmal des Genres angesehen werden.
In den 2010er Jahren wird in einigen Texten als Gegenstück zum traditionellen Magical Girl das „Dark Magical Girl“ beschrieben. Es wird charakteristischerweise durch Eifersucht auf die Heldin und von der Suche nach Anerkennung getrieben. Das Dark Magical Girl ist meist durch seine traumatische Vergangenheit geprägt und deshalb abweisend, distanziert und unhöflich sowie einsam. Die Vertreter dieser Strömung richten sich eher an ein älteres, männliches Publikum und behandeln ihre Konflikte ernsthafter. „Magical Boys“ als männliches Äquivalent der Mädchen sind eher selten. Einige treten als Helfer der Magical Girls auf. D.N.Angel ist ein international erfolgreiches Beispiel, in dem der Protagonist ein Magical Boy ist. Seit den 2010er Jahren treten sie häufiger auf, in der Regel als Parodien beziehungsweise satirische Auseinandersetzungen mit dem Genre.

### Motive und Einordnung des Genres
Das Genre ist, insbesondere in seiner Frühzeit, den an Mädchen gerichteten Shōjo-Serien zuzuordnen und teilt viele von deren Charakteristika wie die Niedlichkeit der Designs (Kawaii) oder inhaltlicher oder visueller Fokus auf Mode und Konsum. Der ebenfalls als Shōjo (zu dt. etwa „Mädchen“) bezeichnete Zustand zwischen dem kindlichen Mädchen und der erwachsenen Frau ist ein wichtiger Aspekt des Genres, in dem Verwandlung und Emanzipation eine große Rolle spielen. Das Shōjo steht für Unschuld, Reinheit, Verletzlichkeit und Romantik, für Nostalgie, aber auch für Vulgäres und ist in sexualisierter Form Objekt männlicher Begierde (male gaze). Das Shōjo des Magical Girls vereint gegensätzliches: Macht und Freiheit mit Niedlichkeit und Fürsorge. Das aber meist nur auf Zeit bis zum Erwachsenwerden beziehungsweise der Heirat. Darüber hinaus gibt es Einflüsse der hahamono, eines nach dem Zweiten Weltkrieg populären, melodramatischen Genres, das sich alltäglichen Problemen und der Aufopferung japanischer Mütter widmete. Aus diesem übernahmen Magical-Girl-Geschichten die Motive der sich aufopfernden weiblichen Rolle und der Fürsorglichkeit. Dazu kamen Einflüsse aus westlichen Medien, insbesondere dem westlichen Bild von freundlichen und (in den Darstellungen der Gegenspieler) bösartigen Hexen, wie sie in Japan aus vor allem amerikanischen Fernsehserien und Filmen bekannt waren. So wurde die Figur der Hexe auch erstmals in den japanischen Medien positiv besetzt. Die japanische Berghexenfigur Yamauba spielt bis heute keine Rolle in der Populärkultur, auch nicht bei Magical Girls. Ursprünge des Genres werden von einigen Autoren auch in frühen Shōnen-Mangas mit Superhelden gesehen, wie Golden Bat und Astro Boy. Darüber hinaus gab es später Einflüsse aus Action-Realserien des Super-Sentai- beziehungsweise Tokusatsu-Genres.
Romantik ist ein untergeordnetes Thema, was ungewöhnlich für Shōjo-Serien ist. Romantische Beziehungen entwickeln sich eher langsam als Nebengeschichte und mit wenig Details. An die Stelle von Romantik treten dagegen oft Freundschaft und ähnliche emotionale Motive, wie sie wiederum für Shōjo typisch sind. Motive von Aufopferungsbereitschaft oder gar Bemutterung und Fürsorge finden in älteren Serien noch in Bezug auf das eigene Lebensumfeld statt. In jüngeren Werken werden sie auf die gesamte Welt übertragen, die es zu retten gilt. Darüber hinaus sind die im (neueren) Genre Magical Girl oft im Zentrum der Geschichten stehenden physischen Kämpfe gegen übernatürliche Gegner eher untypisch für Shōjo-Serien. Action und Kampf sind eher ein Sujet des an männliches Publikum gerichteten Shōnen-Manga. Doch im Unterschied zum Shōnen sind bei Magical Girl die Konfliktbewältigungen stärker auf friedliche Lösungen ausgerichtet.

### Typische Charaktere und Erzählstrukturen

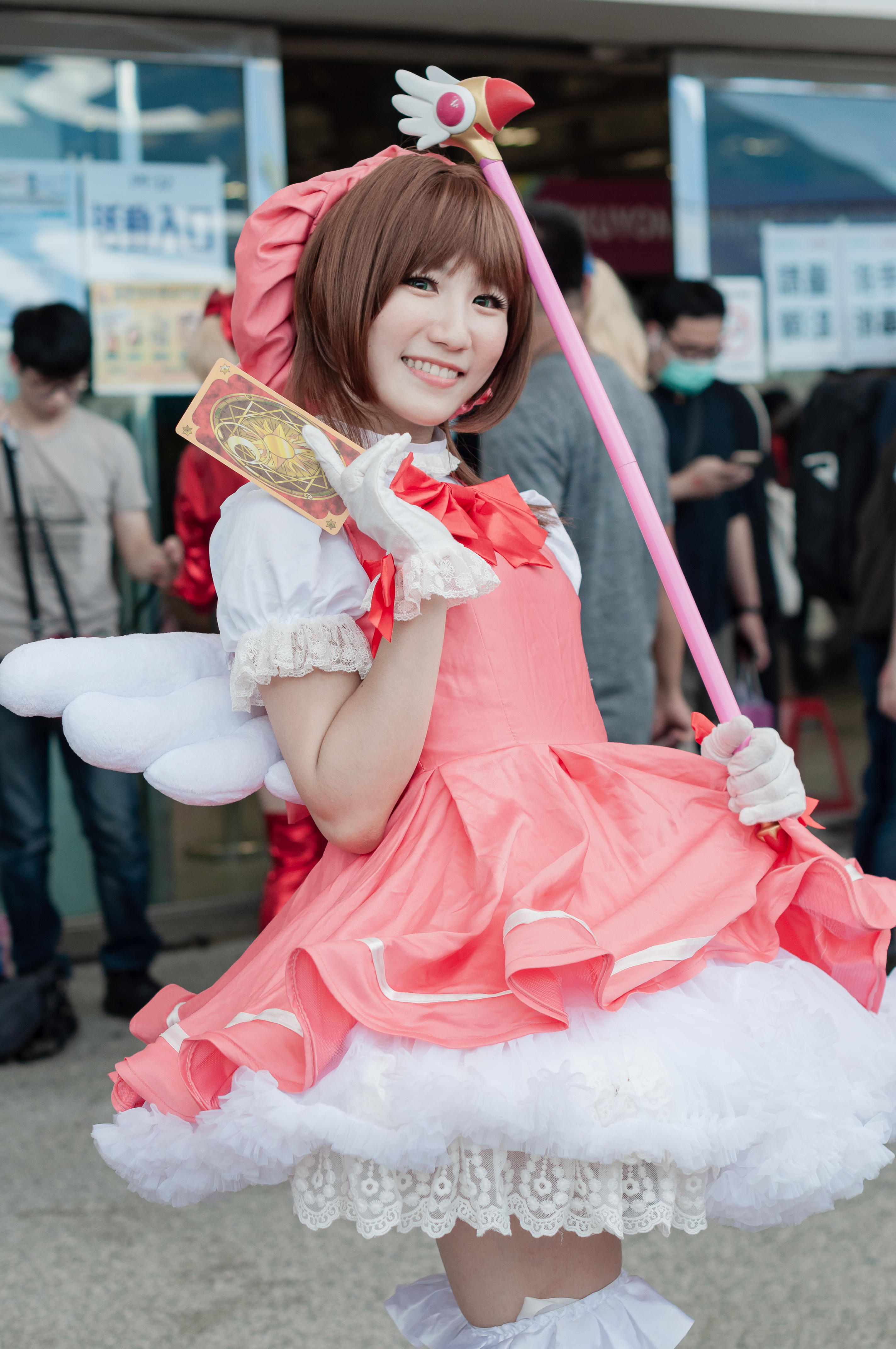
Cosplayerin als Sakura Kinomoto aus Card Captor Sakura

Das Magical Girl als Hauptfigur(en) der Werke des Genres gehört zu den wichtigsten Archetypen in Anime und Manga. Die Hauptfigur ist ein Mädchen – oder eine Gruppe – das meist Schülerin zwischen 8 und 16 Jahren ist und sich mit Hilfe eines magischen Gegenstands, beispielsweise eines Zepters, verwandeln kann. In dieser anderen Gestalt bekämpft sie meist die Kräfte des Bösen. In ihrem Alltag ist sie aber eher durchschnittlich, naiv, faul, tollpatschig oder schlecht im Sport; jedenfalls fällt sie nicht besonders positiv auf. Bereits früh entstanden zwei verschiedene Typen von Magical Girls: die von außen auf die Erde kommende und Wunder bringende Hexe und das wohltätige Mädchen, das mit Magie belohnt wird und weitere gute Taten tut. Gruppen von Magical Girls, die seit Sailor Moon vorkommen, entstanden aus der Übernahme dieses Konzepts aus Super-Sentai-Serien wie Power Rangers. Sowohl die zunächst eher als durchschnittlich vorgestellten Charaktere als auch die Vielfalt innerhalb einer Gruppe von Heldinnen und damit vielfältige Identifikationsangebote erleichtern die Identifikation bei den Rezipientinnen. Das Magical Girl ist auf seinen Abenteuern auch selten ohne Unterstützung in Form eines kleinen, übernatürlichen Wesens wie beispielsweise einer Fee oder Katze, das als Berater, Trainer und als Helferfigur bei der Erlangung der Kräfte und oft auch den Verwandlungen fungiert.
In den älteren Vertretern des Genres setzen die Mädchen ihre magischen Kräfte meist für die Bewältigung von Alltagsproblemen oder zur Lösung von Konflikten in ihrem Umfeld ein und die Werke sind geprägt von episodischen Geschichten. Kampfszenen waren untypisch. In moderneren Magical-Girl-Geschichten – seit den 1990er Jahren – treten in der Regel Gegner auf, gegen die im physischen Kampf angetreten wird. Dabei tritt der Heldin oft zunächst eine Reihe von untergeordneten Gegnern entgegen, ehe sie auf die eigentliche Antagonistin trifft. Der Kampf gegen den ersten Gegner dient dabei auch als Einführung der Transformationsszene oder überhaupt als Erweckungsmoment der Heldin. In Teilen folgen die Geschichten des Genres der von Joseph Campbell beschriebenen Heldenreise: Die junge, aber nicht mehr kindliche Protagonistin wird für eine Aufgabe auserwählt, erhält meist einen Mentor und begibt sich in Kämpfe, in denen sie auch selbst wächst. Es lassen sich drei Phasen der Geschichten ausmachen: Auswahl der Heldin, Initiation der Heldin als Magical Girl und Rückkehr in den Alltag nach dem erfolgreichen Kampf. Diese lassen sich weiter in Anlehnung an Campbell unterteilen, doch zeigen sich dabei auch einige Unterschiede. So ist es nicht selten, dass das Magical Girl den körperlichen Kampf zu vermeiden versucht, Einfühlsamkeit und Güte zeigt und stattdessen mit dem Gegner zunächst verhandelt oder ihn überzeugen will. Damit steht das Genre in der Tradition des auf Emotionalität und Darstellung menschlicher Gefühle fokussierten Shōjo-Manga und -Anime. Unter den Gegenspielern macht N’Donna Rashi Russel zwei vorherrschende Typen aus: zum einen eine Hexe oder ein ähnliches Wesen, die erwachsener und sexualisierter ist als die Heldin, die korrumpiert und auf Lust und Eigennutz ausgerichtet ist. Ein anderer typischer Gegner ist der Manipulator, der andere emotional oder mit übersinnlichen Kräften beeinflusst und für die eigenen Zwecke ausnutzt. Beide Typen haben oft zum Ziel, die Welt zu beherrschen. Manche Autoren sehen in diesem Gegensatz zwischen Heldin und Gegenspieler einen platten Antagonismus, der wenig Platz für komplexe Persönlichkeiten lasse. Andere sehen darin ein Spiel mit möglichen Ausprägungen dessen, was es heißen kann, ein Mädchen oder eine Frau zu sein.

### Transformation, Emanzipation und übernatürliche Kräfte

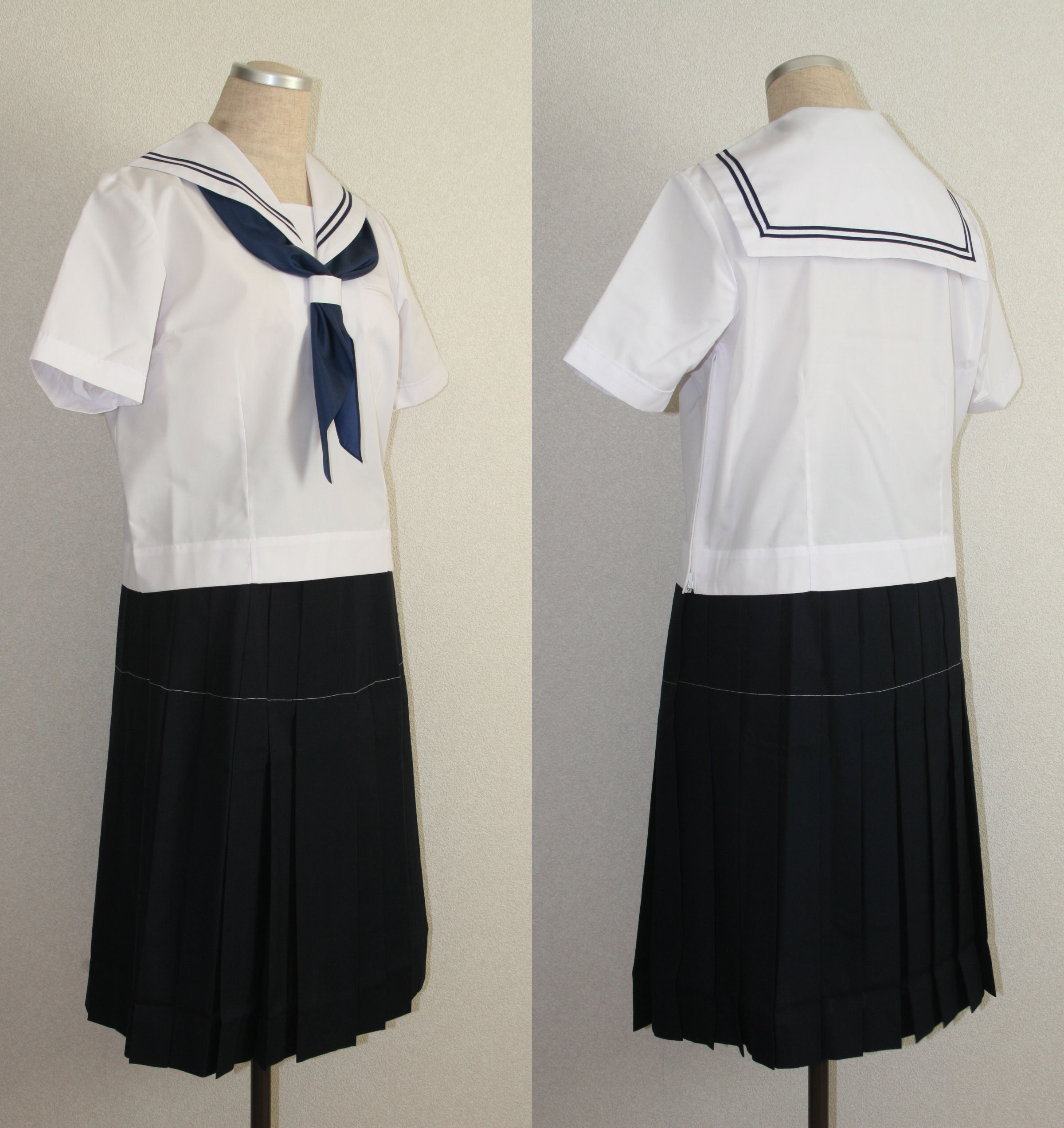
Die japanische Mädchen-Schuluniform (Sailor-fuku) wird von den Protagonistinnen nicht nur im Alltag getragen, sondern ist oft auch Grundlage der Kostüme als Magical Girls.

Typisch für Magical Girl sind sich wiederholende Verwandlungssequenzen (henshin) sowie das Spiel mit den sich daraus ergebenden mehreren Identitäten. Diese sind im Anime mehr als im Manga von hohem Wiedererkennungswert und stellen einen Wendepunkt im Handlungsbogen dar. Die Verwandlung von Schulmädchen zum Magical Girl wird oft mit Hilfe eines Transformationsobjekts durchgeführt und durch magische Worte begleitet. Die nach der Verwandlung beginnenden Kämpfe finden oft in sekundären, magischen Welten statt. Nach dem Ende des Kampfes kehren die Protagonisten in ihre, die „reale“ Welt zurück. Die im Kampf eingesetzten Kräfte werden in der Regel nicht weiter oder nur rudimentär erklärt, bisweilen werden plötzlich neue Kräfte in Form eines Deus ex machina eingeführt. Die Kräfte können aus einer vergessenen Vergangenheit, Identität oder einem früheren Leben der Heldin stammen. Während das Narrativ der erworbenen, übernatürlichen Kräfte sonst in Form von Superheldencomics vorwiegend Jungen vorbehalten ist, ist für die Magical Girls ihre Weiblichkeit oft mittelbar die Voraussetzung, um ein Magical Girl zu werden und magische Kräfte zu erlangen. Dabei erwächst durch die Transformation zum einen große Macht und dadurch Empowerment, auf der anderen Seite sind die dafür nötigen Gegenstände in der Regel „typisch weiblich“ und binden die Figuren damit umso fester an die ihr zugeschriebene Rolle.
Die Kleidung der Mädchen vor und insbesondere nach der Transformation – ihr Kostüm als Magical Girl – ist wichtiges Identifikationsmerkmal, das bisweilen aufwändig gestaltet wird und sich im Laufe einer Geschichte weiterentwickelt. Während sich die (jungen) Mädchen in den frühen Werken noch meist in Erwachsene verwandeln, herrschen seit den 1990ern Verwandlungen vor, bei denen sich weniger Körper und Alter der Heldinnen und nur noch deren Kleidung verändert. Die Transformation geschieht unabhängig von Situation und Zeit, so werden Heldinnen beispielsweise nie während ihrer Transformation von ihren Gegnern angegriffen. Die Verwandlungssequenz wiederholt sich mit jeder Transformation und stellt eine Folge von Veränderungen dar. Oft zeigt sie in schnellen Schnitten mit einfachen Bewegungen oder Standbildern das Mädchen und einzelne Körperteile während der Verwandlung. Die Charakteristika dieser genretypischen Szene haben sich seit den 1980er Jahren entwickelt und nutzen Techniken der im Anime üblichen Limited Animation aus: Wiederverwertung von Bildfolien und Szenen sowie Erzeugung von Dynamik durch schnelle Schnitte (oft zwischen Standbildern) statt durch vollständig gezeigte Bewegungen. In den Verwandlungsszenen kann auch ein Einfluss des Tokusatsu-Genres gesehen werden, in dem mit umfangreichem Einsatz an Spezialeffekten Kämpfe gegen Monster inszeniert werden. Insofern sind Transformationen an sich nicht nur für Magical Girl charakteristisch, doch werden sie in anderer Weise eingesetzt: Verwandeln sich in an Jungen gerichtete Serien meist Maschinen und Waffen, sind es bei Magical Girl die Körper der Protagonistinnen selbst.
Das Genre behandelt darüber hinaus die Entwicklungen des Mädchens während der Pubertät. Dabei geht es zum einen um den Wunsch nach Selbstinszenierung, wenn die monotone Schuluniform gegen das knallige Magical-Girl-Outfit getauscht wird. Doch ist das Kostüm der Alltagskleidung, insbesondere japanischen Mädchenschuluniformen (Sailor-fuku), oft so ähnlich, dass es erstaunen kann, dass ein Magical Girl mit einer so geringen Verkleidung im Alltag nicht erkannt wird. Diese Ähnlichkeit kann die Identifikation der Rezipientinnen, die die obligatorische Schuluniform tragen müssen, noch erleichtern. Zwar sind die Protagonistinnen nach der Verwandlung meist fraulicher, aber nicht gänzlich erwachsen, jedoch erotisiert in knapper, aufreizender Kleidung. Die Verwandlungssequenzen können auch als Repräsentanz dieser Erwachsenwerdung und charakterlichen Weiterentwicklungen der Protagonistin gesehen werden, beziehungsweise als ein Übergangsritus nach Joseph Campbell, der der Protagonistin die Bewältigung ihrer Aufgabe ermöglicht. Jedoch ist die Transformation und Reifung der Figuren meist nur vorübergehend und sie fallen dann wieder zurück in ihren vorherigen Status, ohne innerhalb der Geschichte wirklich erwachsen zu werden. Werden sie im Laufe der Geschichte dennoch erwachsen beziehungsweise heiraten, so müssen sie insbesondere in den älteren Werken ihre Kräfte dabei aufgeben. In neueren Werken bleiben sie für ihre Rolle als Magical Girl „mädchenhaft“.

## Historische Entwicklung
Als erster Magical-Girl-Anime gilt Mahōtsukai Sally. Die auf dem gleichnamigen Manga von Mitsuteru Yokoyama basierende Produktion wurde von 1966 bis 1968 ausgestrahlt. Sowohl Manga als auch seine Anime-Adaption wurden durch die US-Sitcom Verliebt in eine Hexe inspiriert und handeln von einer Magierin, die aus dem Magischen Königreich auf die Erde gekommen ist. Den ersten Magical-Girl-Manga gab es schon davor: Himitsu no Akko-chan von Fujio Akatsuka erschien zwischen 1962 und 1965 und erzählt von einem Mädchen, das durch eine gute Tat magische Kräfte verliehen bekam. Beide Serien begründeten verschiedene Typen von Magical Girls: Die von außen auf die Erde kommende Hexe und das Mädchen, das mit Magie belohnt wird.
Es folgten weitere Serien in den 1970er Jahren, darunter Majokko Megu-chan, aus der die Bezeichnung „Majokko“ („kleine Hexe“ oder „Hexenmädchen“) für die Protagonistinnen des Genres entstand. Die Serien des Jahrzehnts brachten mehr Fokus auf Freundschaft zwischen Mädchen und die Figuren wurden stärker als selbstständige Charaktere porträtiert, was einen Einfluss der wachsenden Frauenbewegung zeigt. Daneben entstanden Serien mit stärker sexualisierten Hauptfiguren und älterer Zuschauerschaft wie Cutey Honey. Die Popularität des Genres nahm im Laufe der 1970er Jahre ab, da sich der Fokus der an Mädchen gerichteten Werke zu Romantik und psychischer Entwicklung verschob, was die damaligen Magical-Girl-Serien nicht abbilden konnten. Auf Seiten der Anime-Produktion wurde das Genre in dieser Zeit von Tōei dominiert. Dessen Produktionen folgten mit aus einer fremden Welt kommenden Hexen dem Vorbild von Sally. In der Regel erschien sowohl ein Anime als auch ein Manga zu der Geschichte und meist brachte eine neue Serie auch eine neue Variation des Themas, eine andere Rolle, Kräfte oder Hintergrundgeschichte der Protagonistin ein. Die Bezeichnung „mahō shōjo“ („Magisches Mädchen“) wurde zum ersten Mal 1980 in Tōeis Produktion Mahō Shōjo Lalabel genutzt.
Ab den 1980ern traten weitere Studios hinzu, bei denen nun vermehrt Serien entstanden, die auch ein männliches Publikum fanden. Darunter die Mahō no Princess Minky Momo (1982) und Mahō no Tenshi Creamy Mami (1983). Beider Protagonistinnen verwandeln sich in erwachsene Frauen, wenn sie ihre Kräfte einsetzen. Creamy Mami war die erste in einer Reihe von explizit als „Magical Girl“ bezeichneten Animes. Viele dieser Serien aus den 1980er Jahren entstanden beim Studio Pierrot, aber auch Ashi Pro war in dieser Zeit für das Genre wichtig. Die Produktionen kamen oft durch Sponsoring für Spielzeuge, insbesondere magische Zepter, zustande, die mit den Serien beworben wurden. Entsprechend standen sie stärker in der Tradition von Akko-chan, da für die Verwandlung und den Erhalt der Magie ein Gegenstand nötig wird, das dann auch vermarktet werden kann. Das Motiv des gewöhnlichen Mädchens, das magische Kräfte erhält, setzte sich in Folge als vorherrschend durch. Auch parodistische Elemente mit Bezug auf die älteren Magical-Girl-Serien und Anleihen aus damals populären Actionserien kamen in das Genre und die Zuschauerschaft wurde mit dem Hinzukommen von älteren, vor allem männlichen Fans diverser. Einige von ihnen kannten das Genre schon aus ihrer Kindheit.
Die Entwicklung zu selbstständigeren Protagonistinnen setzte sich in den 1990er Jahren fort und an die Stelle der früher trotz magischer Kräfte eher passiven, überfemininen Mädchen traten von männlichen Charakteren autonome Figuren, die weniger an weibliche Stereotype gebunden waren, ohne Weiblichkeit aufzugeben. Seine Hochphase erlebte das Genre 1991 mit der Veröffentlichung von Sailor Moon von Naoko Takeuchi. Der Manga und seine Anime-Adaption revolutionierten das Magical-Girl-Genre und führten erstmals eine Gruppe von Kämpferinnen ein, die gemeinsam dem Bösen und ihren Alltagsproblemen gegenüberstehen. Inspiriert durch Tokusatsu- und Super-Sentai-Serien entstand eine heute für das Magical-Girl-Genre charakteristische Transformationssequenz, in der sich das einfache Schulmädchen in ein Magical Girl verwandelt. Die Geschichte von Sailor Moon verband zudem die beiden Typen aus Akko-chan und Sally: Die Protagonistin ist sowohl eine Schülerin aus dem Alltag, die magische Kräfte für gute Taten erhält, als auch eine magische Prinzessin eines fremden Reiches. Damit zählt die Serie zu den bedeutendsten Werken des Genres im klassischen Sinne.
Mit der größeren Popularität des Genres in den 1980er und 1990er Jahren wurde es zu einem wichtigen Faktor in der Weiterentwicklung von Shōjo-Manga. Nach dem Erfolg von Sailor Moon entstanden viele weitere Werke des Genres. Die Gesamtzahl und Häufigkeit der Serien im klassischen Stil des Genres nahm jedoch ab 2000 wieder ab, was auch an der durch den demografischen Wandel schwindenden Zielgruppe kleiner Mädchen liegt. Doch setzte eine Entwicklung zu mehr inhaltlicher Vielfalt und anspruchsvolleren Themen ein und seit den 1990ern erschienen zum einen mehrfach Serien mit offen queeren Themen, die gesellschaftliche und persönliche Konflikte beispielsweise um (Geschlechts-)Identität behandeln sowie solche, die direkt für ein älteres, meist männliches Publikum konzipiert waren. So erschien 2004 die Serie Mahō Shōjo Lyrical Nanoha, die die gleichen stilistischen Mittel verwendet, wie bisherige Magical-Girl-Serien, jedoch stärker physische Gewalt zeigt. Puella Magi Madoka Magica, ebenfalls von Akiyuki Shimbō, greift das Genre auf, stellt es jedoch mit seiner düsteren Handlung und erwachsenen Themen auf den Kopf. Zugleich zeigten beide Serien Designs mit Moe-Merkmalen, die als neuer Trend im Genre ebenfalls ein älteres, männliches Publikum ansprechen. In Serien wie Little Witch Academia lebt dagegen das Thema der jungen Hexe wieder auf.
In den 2010ern wurden auch Serien mit „Magical Boys“ wie Cute High Earth Defense Club Love! häufiger – in der Regel in Form von Parodien des Genres.

## Das Genre außerhalb Japans
Erster Vertreter des Genres auf dem deutschen Markt war Sailor Moon. Zur Verbreitung der Magical-Girl-Animes im deutschen Sprachraum trug vor allem der deutsche Fernsehsender RTL II bei. So erfolgte zwar die Erstausstrahlung der Sailor-Moon-Anime-Adaption am 13. Oktober 1995 auf ZDF, ab der zweiten Staffel übernahm RTL II aber die Ausstrahlung der insgesamt 200 Episoden. RTL II verhalf im Jahr 2001 auch weiteren Magical-Girl-Animes zur deutschen Ausstrahlung: Wedding Peach, Doremi und Kamikaze Kaito Jeanne. ProSieben zeigte 2003 Card Captor Sakura. 2005 folgte, erneut bei RTL II, die Serie Pretty Cure. Dennoch blieb das Genre, anders als in Japan, eine auf wenige Serien beschränkte Ausnahmeerscheinung.
Dem japanischen Genre entsprechende westliche Werke gab es lange Zeit nicht, erst in den 1990er Jahren kamen ähnliche Geschichten auf. Die westliche Kultur behandelte Mädchen mit übernatürlichen Kräften lange nur im Kontext von Besessenheit und thematisierte die Instabilität ihrer Persönlichkeit als Grund für die Besitznahme ihres Körpers durch böse Geister. Die Rolle weiblicher Heldinnen war erwachsenen Frauen vorbehalten, deren starke Sexualisierung durch enge, erotische Kleidung männliche Konsumenten zufriedenstellen sollte und darauf ausgelegt war, sie von männlichen Superhelden abzugrenzen. So können wegen ihrer erwachsenen Protagonistinnen weder Wonder Woman noch Xena – Die Kriegerprinzessin oder Lara Croft als Magical Girls bezeichnet werden. Westliche Produktionen, die in die Definition des Magical-Girl-Genres fallen, sind beispielsweise die Fernsehserien Sabrina – Total Verhext! und Buffy – Im Bann der Dämonen aus den 1990ern sowie der italienische Comic W.i.t.c.h. Im Trickfilmsegment können zudem Jem, bereits in den 1980ern erschienen, und Powerpuff Girls zu den Magical-Girl-Serien gezählt werden und Totally Spies! folgt einem ähnlich konzipierten Team von Heldinnen, aber ohne Magie.

## Kritische Auseinandersetzungen
Das Genre dreht sich um junge, feminine Kämpferinnen und wurde in Japan und in westlichen Ländern von Fans wie auch Kritikern für feministische Botschaften gelobt. Die Geschichten zeigen starke, kämpfende weibliche Figuren, die Protagonistinnen motivierten die Rezipientinnen zur Erkundung ihrer eigenen Persönlichkeit und zu selbstbewusstem, ermächtigendem Handeln. Romantik spielt, anders als in vielen an Mädchen gerichteten Genres, nur eine untergeordnete Rolle. Das Genre könne daher als Zeichen eines sich seit den 1970er Jahren langsam fortentwickelnden Frauenbildes in der japanischen Gesellschaft gesehen werden, sowie bei einigen jüngeren Werken als subversive Auseinandersetzung mit Geschlechternormen und sexuellen Normen. Das Narrativ von erworbenen Kräften, mit denen man für Großes auserkoren ist, war in Form von Superheldencomics sonst vorwiegend Jungen vorbehalten. Für die Magical Girls ist gerade ihre Weiblichkeit die Voraussetzung, um ein Magical Girl zu werden und magische Kräfte zu erlangen. Dabei erwächst durch die Transformation große Macht und dadurch Empowerment. Im Genre werden auch gesellschaftliche Konflikte und Ängste aufgegriffen, indem die Magical Girls oft gegen ältere Versionen ihrerselbst, gegen ihre sinnbildlichen oder tatsächlichen Mütter, antreten. Dabei liegt die Kraft der Magical Girls in ihrer Jugend und sie besiegen und ersetzen ihre Vorgängerinnen.
Werden die Magical Girls im Laufe der Geschichte erwachsen, bleiben sie für ihre Rolle als Magical Girl „mädchenhaft“. Solch ewiges Mädchen-bleiben, und somit Jugend und Niedlichkeit, kann als eine Rebellion gegen die Ansprüche der japanischen Gesellschaft an Erwachsene verstanden werden. Andererseits übernehmen die Mädchen als Teil von Nebenerzählsträngen oft bereits in jungen Jahren Aufgaben von Erwachsenen und vereinen dabei Mädchensein und die Ansprüche der japanischen Gesellschaft an Erwachsene. Die drohende Aufgabe der Macht durch das Erwachsenwerden oder auch die Last des Mädchenbleibens trotz Übernahme neuer Verantwortung und die darin innewohnenden Widersprüchlichkeiten können auch als Metapher für die Herausforderungen des Erwachsenwerdens gedeutet werden.
Der feministische Ruf des Genres wird von anderen in Frage gestellt, was insbesondere an drei Punkten festgemacht wird: Der Male gaze der männlichen Rezipienten, die Sexualisierung der Protagonistinnen und die Bekräftigung bestehender Geschlechterrollen (bspw. durch klassisch weibliche Transformationsobjekte und Kostüme) in der japanischen Gesellschaft durch die Geschichten. So werde die Botschaft gesendet, dass nur die, die traditionelle Weiblichkeit leben, Macht erlangen können. Oder dass die magische Macht beziehungsweise im übertragenen Sinne die Emanzipation durch Konsum von Merchandise-Produkten, oder die Verwandlung mit Kostümen und Make-up zu erreichen sei. Insbesondere in den frühen Vertretern sieht Kumiko Saito eher gegen den damaligen Feminismus gerichtete, konservative Frauenbilder. Die Mädchen haben durch ihre Magie zwar Macht, doch diese schränke sie zugleich ein oder binde sie an traditionelle Rollen oder Autoritäten. Die für die Transformationen nötigen Gegenstände oder Maskottchen sind in der Regel „typisch weiblich“ und binden die Figuren damit umso fester an die ihr zugeschriebene Rolle. Die Antagonistinnen der späteren Werke verkörpern als negativ vermittelte Frauenrollen: Ehrgeizige, sexuell attraktive Karrierefrauen. Sie können als antifeministisch negative Darstellungen selbstständiger, emanzipierter und nicht den gesellschaftlichen Erwartungen nach handelnden Frauen verstanden werden, oder als ältere Form der Protagonistinnen selbst, die gegen die Herausforderungen des Erwachsenwerdens oder gar gegen dieses selbst ankämpfen. Als vorbildliche Eigenschaft der Protagonistinnen wird dagegen insbesondere Fürsorglichkeit und harmonisches Familienleben gezeigt. Entsprechend bestehen Nebenhandlungen oft in Hausarbeit, der Pflege von Angehörigen oder der schutzbefohlenen, magieverleihenden Maskottchen sowie dem Aufbau einer romantischen Beziehung, deren Gelingen am Ende der Geschichte stehen könne. Die Botschaft sei laut Kumiko Saito, ein Mädchen könne ihren Bedürfnissen folgen, bis sie heirate, und solle dann fürsorgliche Mutter und Ehefrau sein. Akiko Sugawa stellt fest, dass Magical Girls im Gegensatz zu westlichen Heldinnen viele als weiblich konnotierte Eigenschaften behalten oder gar besonders betonen. Sie sind fürsorglich und werden oft als besonders niedlich dargestellt. So seien sie zudem weniger bedrohlich für Männer, als es emanzipierte, vollständig von Rollenerwartungen gelöste Protagonistinnen wären. Auch Stefan Köhn spricht gegen die These, moderne Frauenbilder seien bewusst Teil der moderneren Werke des Genres. In seiner Analyse weist er auf die Einflüsse finanzieller Interessen in der Animeproduktion hin und dass die mächtigeren, selbstständigeren Protagonistinnen auf eine Verschmelzung der beiden klassischen Magical-Girl-Linien mit den Kampf-Motiven des Shōnen-Manga zurückgeführt werden können – beides im Ringen um die Aufmerksamkeit von Zielgruppen erfolgversprechende Konzepte. Dennoch habe das Ergebnis in Form der modernen Magical Girls fraglos auch den Zeitgeist getroffen. Sugawa-Shimada fügt hinzu, dass trotz magischer Macht und Kampfszenen ein Eindringen der Mädchen in klassisch maskuline Rollen meist nicht geduldet wird, indem zum Ausgleich typisch feminine Aspekte wie Fürsorge und Niedlichkeit dazutreten. Bisweilen liege darin aber auch das Potential, das gesellschaftliche Verständnis von Geschlecht und Rollenbildern in Frage zu stellen und neu zu verhandeln.
Im Kampf tragen die oft minderjährigen Schulmädchen in der Regel Schuluniformen oder ähnliche Kleidung, die jedoch knapp geschnitten und sexualisierend ist, was oft Gegenstand kritischer Auseinandersetzung ist. Solche Darstellungen werden auch mit Lolicon in Verbindung gebracht, wie in Japan die Sexualisierung fiktionaler minderjähriger Mädchen bezeichnet wird. Die Darstellung von Nacktheit in der Transformationsszene wurde von Gō Nagai mit der an Männer gerichteten Serie Cutie Honey eingeführt, deren erwachsene Protagonistin bei ihren Verwandlungen ihre Kleidung verliert. Solche Szenen wurden später auch in die Verfilmungen weiterer Magical-Girl-Serien übernommen. So auch bei Sailor Moon, das in der Manga-Vorlage keine Nacktheit zeigte. In diesem Fall beschuldigte die Zeichnerin Naoko Takeuchi die männlichen Animatoren, für die Änderungen verantwortlich zu sein. Einige Produktionen treiben diese Tendenz weiter und zeigen in Form von Fanservice die Unterwäsche oder die Beine der Mädchen. Insbesondere die Transformationen eignen sich für solchen Fanservice und Sexualisierungen. Sie sind seit den 1980er Jahren immer länger geworden und fokussierten nacheinander auf unterschiedlichen Körperteilen, die sich verwandeln oder umgekleidet werden. In seiner Betrachtung der Psychologie und Sexualität von Otaku stellt Tamaki Saitō das schöne, kämpfende Mädchen in den Mittelpunkt. Zu einer der „Abstammungslinien“ dieser Figuren zählt er das Magical Girl, und dessen wichtigstes Werk Sailor Moon auch als einen wesentlichen Vertreter archetypischer kämpfender Mädchen in Manga und Anime. Bei ihm sowie bei Hiroki Azuma wird japanische Populärkultur als Projektionsfläche und Quelle fiktionaler Konzepte ihrer Rezipienten gesehen, die sie von der Realität getrennt betrachten und mit den Inhalten der Werke interagieren. So sind auch Magical Girls für (männliche) Fans Projektionsfläche für sexuelle Begierde ohne Bezug zur Realität oder für das Bedürfnis nach Niedlichkeit und einer heilen Welt. Zudem sind Magical Girls mit ihrer starken Einbindung in eine Medienmix-Verwertung, für die sie auch konzipiert wurden, gut für den Konsum als kyara/chara geeignet – als oberflächliche Figur, die vom Fan in eigene Kontexte und Geschichten integriert werden kann, bis hin (bei Saitō) zur Fetischisierung.

## Fandom

### Zielgruppe und Rezipienten
Hauptzielgruppe sind in Japan Mädchen zwischen vier und zwölf Jahren, zu den Lesern und Zuschauern gehören aber zunehmend auch Männer bis Mitte Vierzig. Für die junge weibliche Zuschauerschaft bietet das Genre Identifikationsfiguren ähnlichen Alters, die aus ihrem Alltag ausbrechen oder diesen auf besondere Weise beeinflussen können, die mit großer Macht ausgestattet werden und oft, ähnlich wie Helden von Abenteuergeschichten für ein männliches Publikum, das Böse bekämpfen. Die Werke bieten daher Ermächtigungs- und in gewissem Maße Emanzipationserzählungen an. Zugleich zeigen sie oft auch Rollenmodelle, die den Erwartungen der japanischen Gesellschaft an Mädchen entsprechen und bedienen klassische Elemente für eine junge weibliche Zielgruppe: Niedliche Charaktere, Themen wie Freundschaft, Fürsorge und Liebe sowie Mode und Schmuck.
Dass neben die ursprünglich vorherrschende junge weibliche Zuschauer- und Leserschaft ab den 1980er Jahren auch ältere, männliche Rezipienten traten, kam für die Macher der Animeserien zunächst überraschend. Das Genre fand in der wachsenden Anime- und Manga-Fankultur zunehmend auch unter Jungen und Männern Fans. Die Ansprache einer älteren Zielgruppe geschah erstmals in den 1980er Jahren, indem Fanservice sowie mit Verweisen auf ältere Serien des Genres Elemente von Persiflagen und Hintergrundhumor eingebaut wurden. In den 1990er Jahren entstanden für ältere Fans konzipierte Serien im Direktvertrieb und Nachtprogramm und seit den 2000ern werden ältere Zuschauer von Fernsehserien auch direkt angesprochen, so hielt Toei Animation für seine Serien Publikumsveranstaltungen getrennt für Kinder und für Erwachsene ab.
Die ältere, meist eher männliche Zielgruppe wird zum einen durch ähnliche Aspekte angesprochen wie die Mädchen: Auch die männlichen Fans schätzen die Niedlichkeit der Protagonistinnen und die Abwechslung einer eher friedfertigen Konfliktlösung und wünschen sich in eine Welt magischer, niedlicher Mädchen. In diesem Sinne stehen die männlichen Konsumenten von Magical Girl auch oft in Verbindung mit dem Begriff Moe, der besondere Zuneigung zu fiktiven Charakteren auf Grund bestimmter Eigenschaften, insbesondere Niedlichkeit bezeichnet. Der bewusste Einsatz von Moe-Elementen in Magical-Girl-Serien zur Ansprache älterer männlicher Zielgruppen wird seit Mahō Shōjo Lyrical Nanoha 2004 festgestellt. Für die Attraktivität des Konzepts und Großgenres Shōjo auch für Männer sprechen ebenfalls die Beispiele von Magical Boys. Diese vereinnahmen Rollenbilder von Mädchen für Männer und sind, so Kumiko Saito, auch Zeichen einer zunehmenden Infragestellung männlicher Rollenvorstellungen – oder gar deren Ablehnung durch Männer – und der Schwierigkeit, noch klassische männliche Helden zu erzählen. Daneben tritt die Attraktivität des Genres als Projektionsfläche romantischer oder sexueller Begierde. So können insbesondere Serien mit Gruppen von Heldinnen auch wie eine Harem-Geschichte mit dem Zuschauer im Zentrum gelesen werden.

### Cosplay

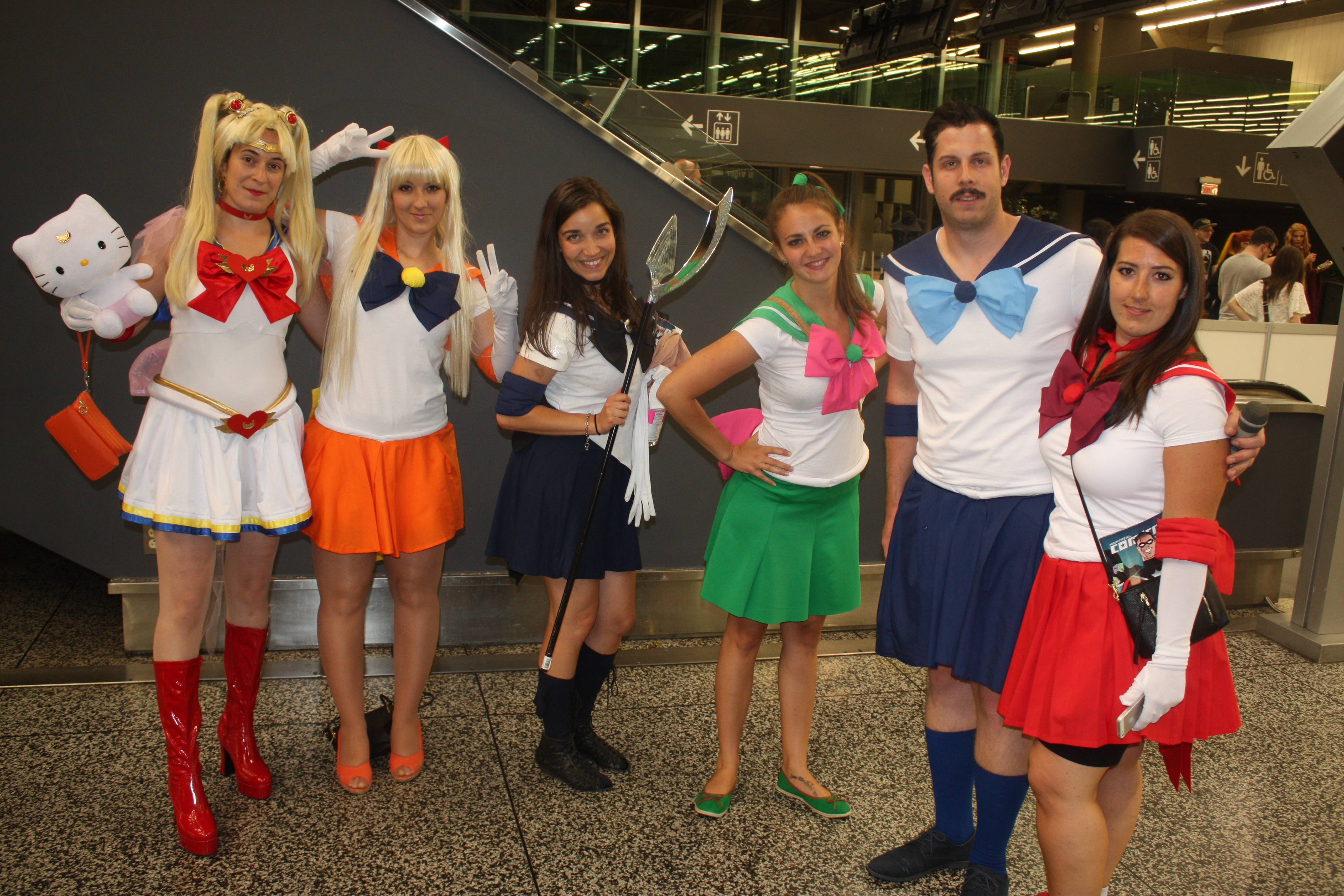
Cosplay-Gruppe als Hauptfiguren aus Sailor Moon

Das Verkleiden in Form von Cosplay wird wie bei Anime oder Manga allgemein auch unter Fans von Magical Girls praktiziert. In Japan beschränken sich Cosplayerinnen mit dem Hobby in der Regel auf ihre Jugend und hören als Erwachsene damit auf, sodass sie im ähnlichen Alter wie die von ihnen verkörperten Figuren sind. International wird Cosplay als Magical Girl auch von Erwachsenen jungen und mittleren Alters praktiziert.
Darüber hinaus gibt es „Crossplay“ eines Charakters des anderen Geschlechts, im Falle von Magical Girls von männlichen Personen als weibliche Figuren. Dabei kann Crossplay ernsthaft oder ironisch durchgeführt werden, zum Beispiel als Magical Girl mit Minirock und Schminke, aber behaarten Beinen und Bart. Einer der bekanntesten Crossplayer machte in den frühen 2000ern auf der Anime Central in Amerika sein Debüt, wo er als „Sailor Bubba“, einer Sailor-Moon-Variante mit Ziegenbart und kurzen gelben Zöpfchen auftrat. Das ironische wie das ernsthafte Crossplay und das Weiterleben der Fanpraxis bei Erwachsenen kann laut Emerald King als Aufbrechen des traditionellen Verständnisses von Shōjo, von Mädchenhaftigkeit, verstanden werden – unabhängig von Alter und Geschlecht und kritisch gegen gesellschaftliche Erwartungen gerichtet. Zudem lässt es sich einem „2,5D-Raum“ zuordnen, der den 2-dimensionalen Kern von Magical-Girl-Franchises umgibt und diese durch Praktiken und Objekte mit der 3D-Welt verbindet. Dazu zählen auch Bühnenauftritte professioneller Cosplayer, wie es sie in Japan gibt, und eine ähnliche Funktion im „2,5D-Raum“ haben Verwertungen mit Merchandising.

## Merchandise und Vermarktung

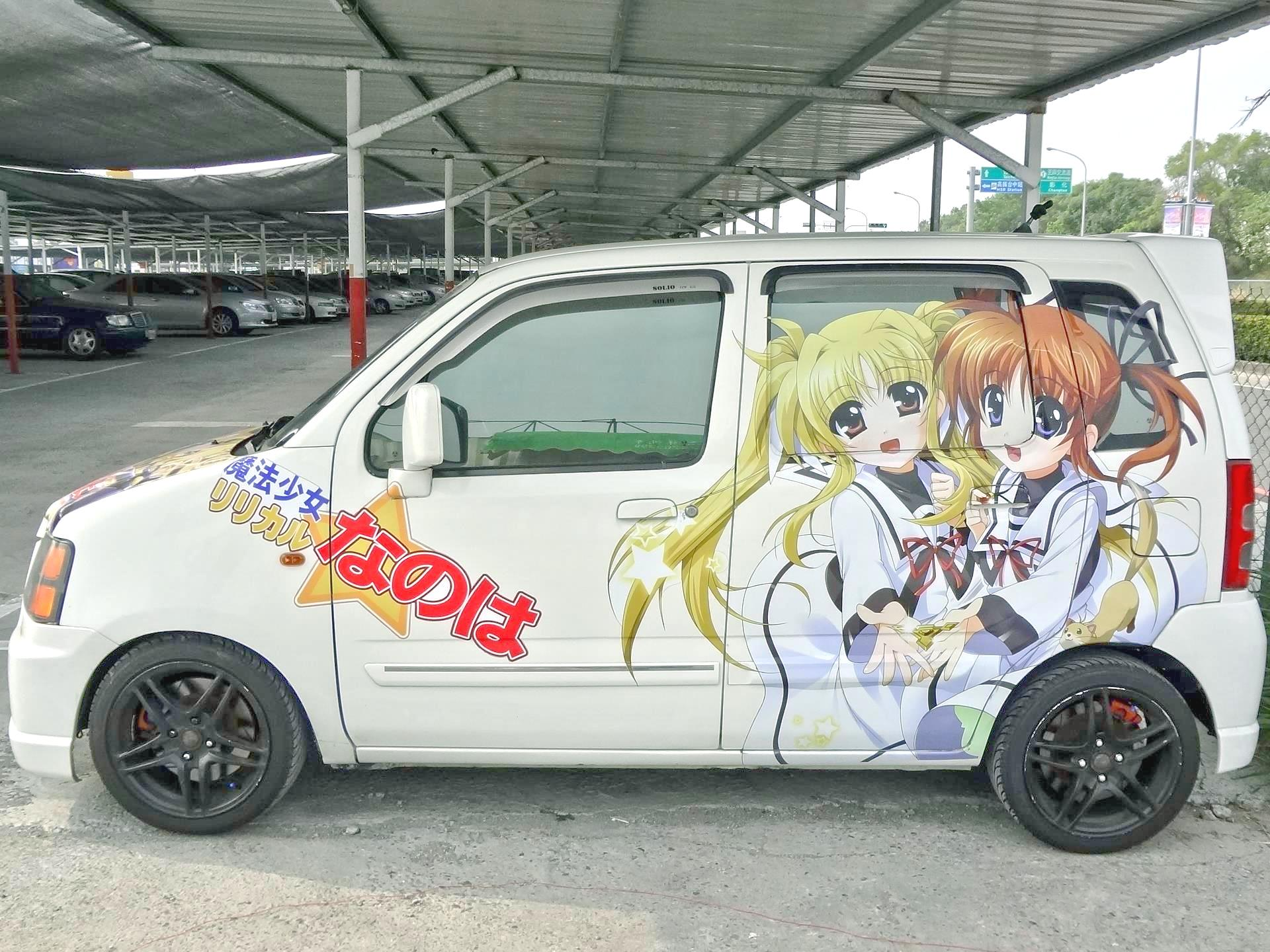
Ein Itasha mit einem Motiv aus Magical Girl Lyrical Nanoha

Die meisten Magical-Girl-Produktionen werden zusammen mit Merchandising vermarktet. Das Merchandise kann von Spielfiguren, Stofftieren und Nachbildungen der Transformationsobjekte bis hin zu Postern gehen. So bietet das Sailor-Moon-Merchandise beispielsweise Replikas der Kristalle, aber auch Dessous. Das erste Beispiel für Magical-Girl-Merchandise ist die Merchandise-Linie zu Himitsu no Akko-chan, die zu ihrer Zeit bereits ein großer Erfolg war. Als in der Vermarktung erfolgreichstes Magical-Girl-Franchise, das zudem auch das langlebigste ist, gilt Pretty Cure: Die Serien standen fast durchgehend auf den Plätzen acht bis zehn der meistgesehenen Animeserien des jeweiligen Jahres und für die Rechteinhaber ist das Franchise ähnlich kommerziell erfolgreich wie die international erfolgreiche Animeserie One Piece. Insbesondere die Transformationsszenen, in denen nacheinander die verschiedenen Teile der Kleidung und Accessoires der Charaktere gezeigt werden, eignen sich als Werbefläche beziehungsweise die in diesen Szenen gezeigten Artikel haben hohen Wert als Merchandise. Das Merchandising lässt sich einem „2,5D-Raum“ zuordnen, der an den 2-dimensionalen Kern von Magical-Girl-Franchises anknüpft und diesen durch Objekte mit der 3D-Welt verbindet.
Die Auswertung der Serien in möglichst vielen Produkten oder der Lizenzverkauf stellt einen erheblichen Teil der Einnahmen beziehungsweise der Finanzierung insbesondere von Animeproduktionen dar. Daher spielt die kommerzielle Verwertbarkeit auch im kreativen Prozess bereits eine große Rolle und spätere Verwerter wie Spielzeugproduzenten gehören zu den Sponsoren, die im Produktionskomitee den Entstehungsprozess mitlenken. Auch die spätere Auswertung auf Kaufmedien, die unter Umständen der eigentliche Vertriebsweg nach einer Fernsehausstrahlung in Nachtzeiten ist, kann eine ähnliche Bedeutung für die Finanzierung haben. Kumiko Saito macht im Medienmix- und Merchandise-Aspekt – bezogen auf eine konkrete Gruppe von Spielzeugen und anderen Artikeln – daher ein wesentliches Merkmal von Magical Girl aus, das noch konstanter ist als die nicht durchgängig in allen Werken zu findenden inhaltlichen Merkmale.